# Mosaïque des échansons
La mosaïque des échansons est une mosaïque romaine datée du IIIe siècle et découverte sur le site archéologique de Dougga. Elle est conservée au musée national du Bardo.

## Histoire et localisation

### Histoire antique
La mosaïque a été trouvée à Dougga.
Elle est datée de la seconde moitié du IIIe siècle.

## Composition et description

### Composition
L'œuvre est le centre d'un « pavement de chambre ».

### Description

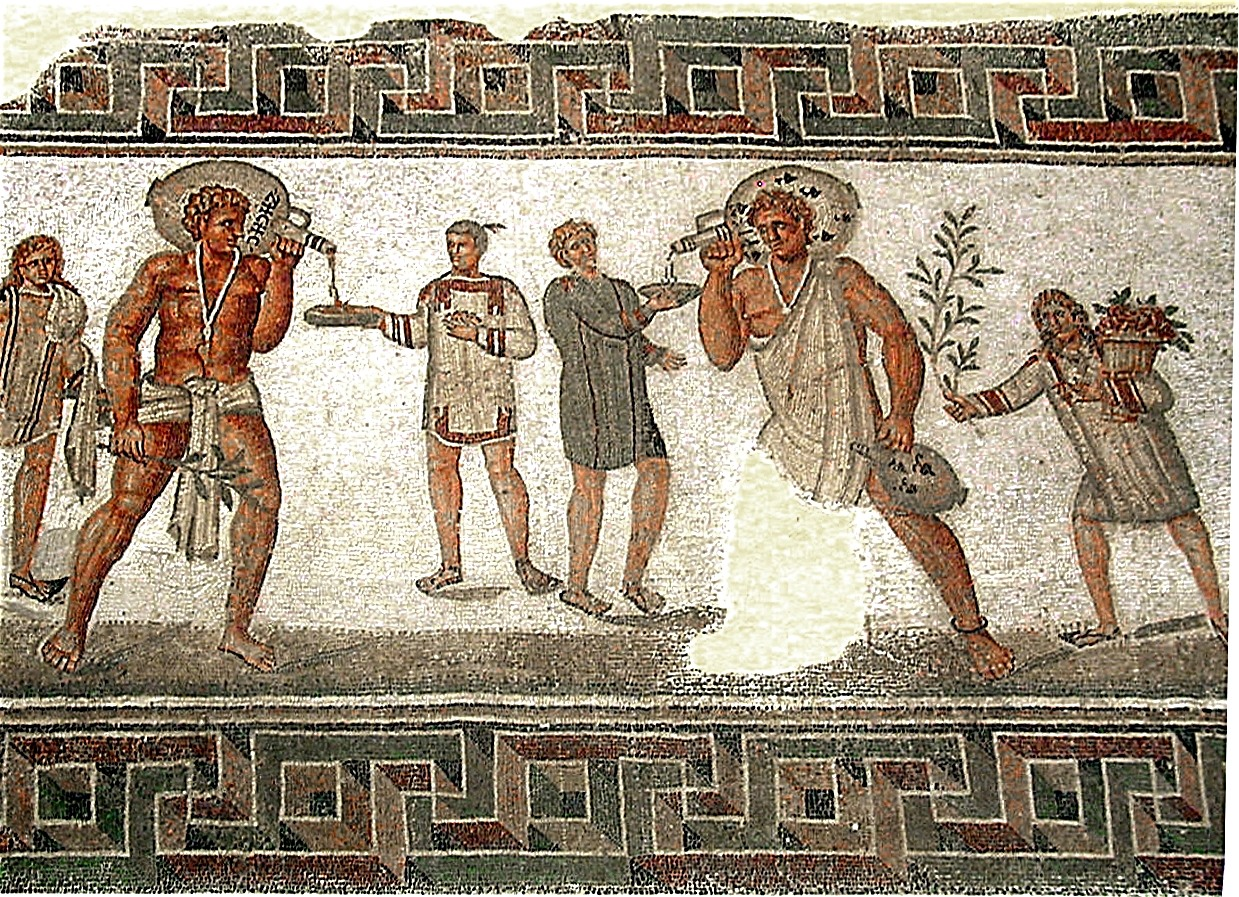
Détail de la mosaïque.

La mosaïque figure une scène de libations : deux personnages servent à boire à deux autres, beaucoup plus petits, à partir d'une amphore posée sur leur épaule, sur lesquelles sont inscrites les formules PIE (« bois ! » en latin) et ZHCHC (« Tu vivras » en grec). Sur les côtés se trouvent deux autres personnages, des serviteurs, apportant une autre amphore pour l'un, contenant peut-être du parfum, et une serviette, et un branchage de laurier et un panier de roses pour l'autre.
Le mosaïste a représenté les différences sociales : les échansons, qui sont des esclaves, sont très grands (« de taille gigantesque ») et les maîtres sont en tunique. Outre la tunique, l'un des maîtres porte un bonnet avec une plume. Les esclaves portent un pagne pour l'un et un vêtement sommaire pour l'autre ; les deux portent un pendentif. Les deux personnages sur les côtés sont des adolescents.

## Interprétation
La représentation d'un banquet ou de libations est une thématique répandue. Le musée national du Bardo possède une autre mosaïque consacrée à ce thème, provenant du site archéologique d'Oudna et datée du début du IIIe siècle.
La représentation est une forme de bienvenue pour les invités et une promesse d'un bon accueil.